# Małe Golnie
Małe Golnie (biał. Малыя Гольні; ros. Малые Гольни) – wieś na Białorusi, w obwodzie grodzieńskim, w rejonie brzostowickim, w sielsowiecie Olekszyce.
W dwudziestoleciu międzywojennym był tu folwark o nazwie Golnie. Leżał w Polsce, w województwie białostockim, w powiecie grodzieńskim, w gminie Brzostowica Mała.
Według Powszechnego Spisu Ludności z 1921 roku zamieszkiwało tu 69 osób, 6 były wyznania rzymskokatolickiego, 29 prawosławnego a 34 mojżeszowego. Jednocześnie wszyscy mieszkańcy zadeklarowali polską przynależność narodową. Były tu 4 budynki mieszkalne.